# Валют-Транзит Банк
Валют-Транзит Банк — крупный банк Казахстана, закрыт в 2007 году.

## История

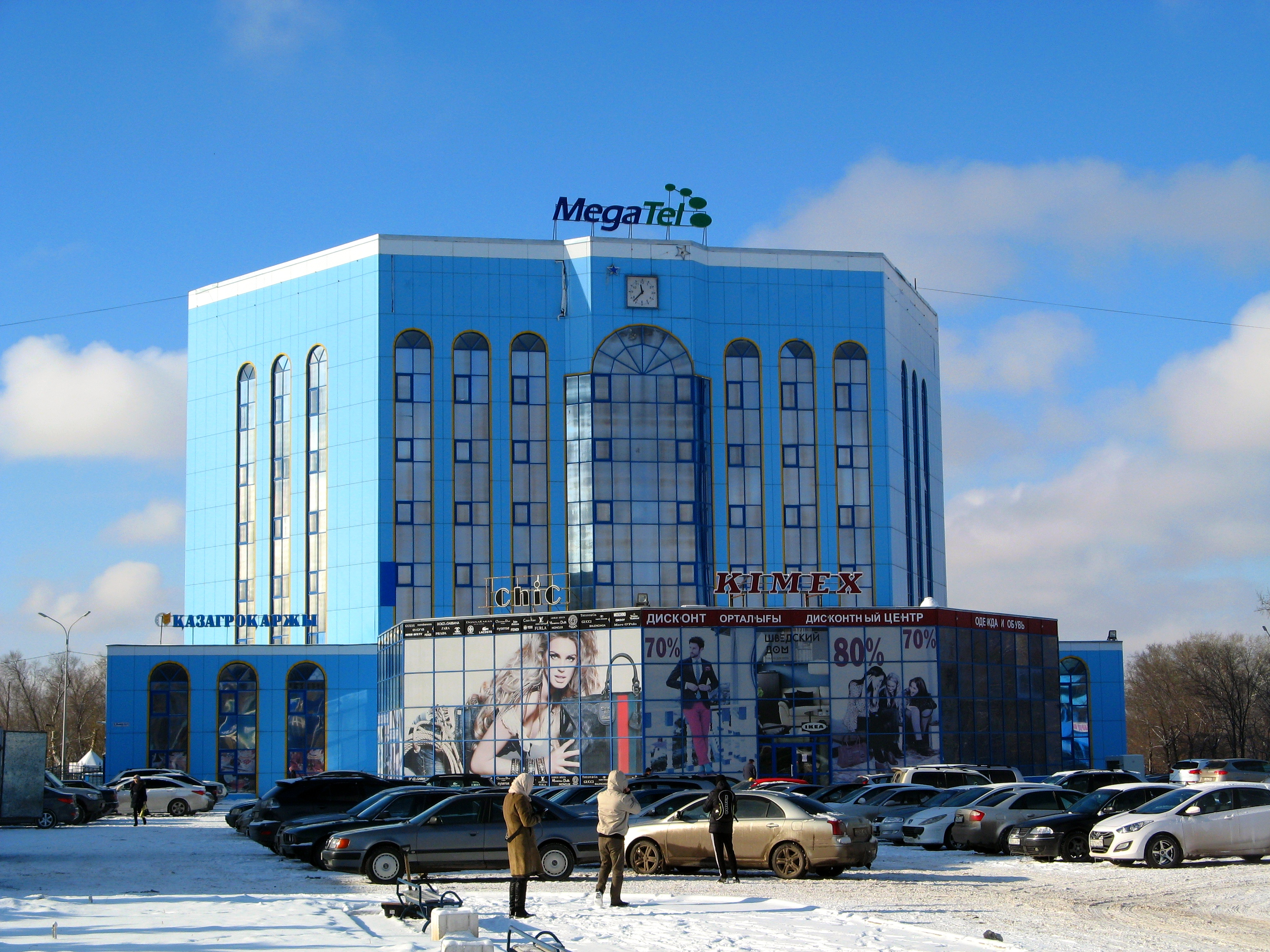
Бывший головной офис банка

«Валют-Транзит Банк» образован в 1996 году.
- с 2001 года банк стабильно входил в десятку крупнейших банков Казахстана по основным показателям.[2]
- В мае 2002 года накопительный пенсионный «Валют-Транзит фонд» занял первое место среди других пенсионных фондов Казахстана, и был награждён во Франции.
- Уставной капитал в 2003 году достиг 3,1 млрд тенге, собственный капитал — 5,6 млрд тенге, чистая прибыль того года достигла 724, 2 млн тенге.[3]
- 15 октября 2006 года было принято решение о прекращении полномочий прежнего состава Совета директоров банка. Новым Председателем Совета директоров был избран Стивен Ли Джонсон.
- 26 декабря 2006 года АФН приняло постановление "Об отзыве лицензии на проведение банковских и иных операций, осуществляемых банками, в национальной и иностранной валюте, выданной Акционерному обществу «Валют-Транзит Банк» за нарушения в деятельности банка.[4]
- 22 января 2007 года по заявлению АФН было возбуждено гражданское дело о прекращении деятельности «Валют-Транзит Банка». Задолженность банка перед вкладчиками составляла более 52 миллиардов тенге. Число вкладчиков по всему Казахстану составляло 390 тысяч человек.
- 26 марта 2008 года Казахстанский фонд гарантирования депозитов выплатил 13,8 млрд тенге, что составляет 97,6 % от совокупной суммы возмещения по вкладам физических лиц.[5]
- Глава банка Андрей Беляев был осуждён за мошенничество.